# Franz Kalser von Maasfeld
Franz Xaver Heinrich Kalser Edler von Maasfeld (Gorica, 7. kolovoza 1860. – Beč, 4. rujna 1942.) je bio austrougarski general i vojni zapovjednik. Tijekom Prvog svjetskog rata zapovijedao je 50., 62. i 13. zaštitnom divizijom, te XX. korpusom na Istočnom, Balkanskom i Talijanskom bojištu.

## Vojna karijera
Franz Kalser von Maasfeld je rođen 7. kolovoza 1854. u Gorici. Prije rata čin pukovnika dostigao je u prosincu 1906. godine, dok je u čin general bojnika promaknut u svibnju 1912. godine.

## Prvi svjetski rat
Na početku Prvog svjetskog rata Kalser dobiva zapovjedništvo nad 12. brdskom brigadom koja se nalazila u sastavu 48. pješačke divizije. U listopadu međutim, postaje zapovjednikom novoformirane 50. pješačke divizije koja ulazi u sastav 6. armije na Balkanskom bojištu. Zapovijedajući 50. pješačkom divizijom Kalser sudjeluje u trećoj invaziji na Srbiju i austrougarskom porazu u Kolubarskoj bitci. U veljači 1915. promaknut je u čin podmaršala. U svibnju te iste godine nakon ulaska Italije u rat na strani Antante premješten je zajedno s 50. divizijom na Talijansko bojište u sastav 5. armije pod zapovjedništvom Svetozara Borojevića. 
U listopadu 1915. preuzima zapovjedništvo nad 62. pješačkom divizijom. Navedena divizija nalazila se u sastavu 3. armije kojom je zapovijedao Hermann Kövess, te u sklopu iste sudjeluje u Četvrtoj invaziji na Srbiju, a nakon toga i u osvajanju Crne Gore. U ožujku 1916. Kalser se vraća na mjesto zapovjednika 50. pješačke divizije kojom zapovijeda do srpnja. U srpnju 1916. postaje zapovjednikom 13. landverske divizije kojom sudjeluje u zaustavljanju Brusilovljeve ofenzive. Kalser se s 13. landverskom divizijom koja je preimenovana u 13. zaštitnu diviziju od srpnja 1917. bori na Rumunjskom bojištu, da bi u kolovozu bio premješten na Talijansko bojište na kojem sudjeluje u Kobaridskoj ofenzivi i gonjenju talijanskih snaga do rijeke Piave.
U veljači 1918. postaje zapovjednikom XX. korpusa zamijenivši na tom mjestu Josefa Rotha. Navedeni korpus nalazio se u sastavu 10. armije te je držao položaje u Tirolu. Navedenim korpusom Kalser je zapovijedao sve do kraja rata. U međuvremenu je, u svibnju, promaknut u čin generala pješaštva.

## Poslije rata
Nakon završetka rata Kalser je s 1. siječnjem 1919. umirovljen. Preminuo je 4. rujna 1942. godine u 83. godini života u Beču.

## Vanjske poveznice
(njem.) Franz Kalser von Maasfeld na stranici Weltkriege.at